# Carlo Siliotto
Carlo Siliotto né le 10 janvier 1950 à Rome est un compositeur italien de musique de film.

## Biographie
La passion pour la musique se développe très vite chez le jeune Carlo Siliotto. Il étudie la guitare et le violon et à 23 ans il forme un groupe avec certains de ses amis italiens. Son talent se fait quelque peu reconnaître et il décide en 1984 de se consacrer exclusivement à la composition de musique pour le cinéma.
Il écrit plusieurs musiques pour des films de série B italiens et ne parvient pas à faire réellement décoller sa carrière. Pour cela, il doit patienter jusqu'en 2004 lorsqu'il est remarqué par le réalisateur Jonathan Hensleigh, qui fait appel à ses services pour la musique du long métrage The Punisher.

## Filmographie
- 1993 : La Course de l'innocent (La Corsa dell'innocente) de Carlo Carlei
- 1997 : David de Robert Markowitz
- 2001 : Honolulu Baby de Maurizio Nichetti
- 2004 : The Punisher de Jonathan Hensleigh
- 2005 : Nomad de Sergueï Bodrov, Ivan Passer et Talgat Temenov
- 2013 : Ni repris ni échangé (No se aceptan devoluciones) de Eugenio Derbez
- 2016 : Tigre et Dragon 2 (Crouching Tiger, Hidden Dragon: Sword of Destiny) de Yuen Woo-ping